# An Absent-Minded Burglar
An Absent-Minded Burglar è un cortometraggio muto del 1912 diretto da Mack Sennett e Dell Henderson che appaiono anche tra gli interpreti del film che ha come protagonisti Edward Dillon e Madge Kirby.

## Produzione
Il film fu prodotto dalla Biograph Company.

## Distribuzione
Distribuito dalla General Film Company, il film - un cortometraggio di 139,25 metri - uscì nelle sale cinematografiche USA il 28 novembre 1912. Nelle proiezioni, veniva programmato con il sistema dello split reel, accorpato in un'unica bobina con un altro cortometraggio prodotto dalla Biograph, la commedia After the Honeymoon.
Non si conoscono copie ancora esistenti della pellicola che viene considerata presumibilmente perduta.